# كورنيليس فيسر
كورنيليس فيسر (بالهولندية: Cornelis Visser)‏ هو سياسي هولندي، ولد في 14 نوفمبر 1965. حزبياً، نشط في حزب النداء الديمقراطي المسيحي. وقد انتخب عضو في البرلمان الأوروبي عن دائرة هولندا (دائرة انتخابية للبرلمان الأوروبي) لترشحه ضمن قائمة حزب النداء الديمقراطي المسيحي، وقد انضم خلال فترته النيابية (17 أكتوبر 2007 – 13 يوليو 2009) للكتلة البرلمانية الكتلة البرلمانية لحزب الشعب الأوروبي.